# Phoebus
Phoebus (grekiska: Foibos, 'Den strålande') är det latinska eller romerska namnet för den grekiska Phoibos. Inom den klassiska mytologin var det vanligt tillnamn för antingen guden Apollon eller Helios 'solguden'.
Klassiska romerska poeter använde även Phoebus som ett tillnamn för solguden. Detta är även vanligt i senare europeisk poesi, med Phoebus och hans vagn ("flygande vagn") som en metonym för solen.
I mytologiska texter är annars aldrig Helios och Apollo sammanblandade. I exempelvis Ovidius Metamorfoser är hjälten Phaethon son till Phoebus Solguden och inte till Phoebus Apollo.
Med den moderna grekiska stavningen Phevos eller Phivos (uttalas "Fivos") var han maskot för Olympiska sommarspelen 2004 i Aten.